# Limnocythere herricki
Limnocythere herricki är en kräftdjursart som beskrevs av Staplin 1963. Limnocythere herricki ingår i släktet Limnocythere och familjen Limnocytheridae. Inga underarter finns listade i Catalogue of Life.